# Chłopcy z Baker Street
Chłopcy z Baker Street (ang. The Baker Street Boys, 1983) – brytyjski serial kryminalny w reżyserii Marilyn Fox i Michaela Kerrigana.
Światowa premiera serialu miała miejsce 8 marca 1983 roku na antenie BBC. Ostatni odcinek serialu został wyemitowany 1 kwietnia 1983 roku. W Polsce serial nadawany był dawniej w latach 80. w Programie 1. Telewizji Polskiej.

## Fabuła
Grupa bezdomnych sierot żyje w wiktoriańskim Londynie. Czasami wykonują zadania powierzone przez detektywa Sherlocka Holmesa.

## Obsada
- Jay Simpson jako Wiggins
- Damion Napier jako Beaver
- Adam Woodyatt jako Shiner
- David Garlick jako Sparrow
- Debbie Norris jako Queenie
- Suzi Ross jako Rosie

i inni.

## Spis odcinków
| N/o            | Tytuł angielski                                 |
| -------------- | ----------------------------------------------- |
|                |                                                 |
| SERIA PIERWSZA |                                                 |
|                |                                                 |
| 01             | The Adventure of the Disappearing Dispatch Case |
| 02             | The Adventure of the Disappearing Dispatch Case |
|                |                                                 |
| 03             | The Ghost of Julian Midwinter                   |
| 04             | The Ghost of Julian Midwinter                   |
|                |                                                 |
| 05             | The Adventure of the Winged Scarab              |
| 06             | The Adventure of the Winged Scarab              |
|                |                                                 |
| 07             | The Case of the Captive Clairvoyant             |
| 08             | The Case of the Captive Clairvoyant             |
|                |                                                 |